# Estudiantes de Guárico Fútbol Club (femenino)
Estudiantes de Guárico es un equipo de fútbol femenino profesional, tricampeón de Venezuela, con sede oficial en Calabozo, estado Guarico, Venezuela. En la actualidad participa en la Superliga Femenina de Venezuela, máxima división del fútbol femenino en ese país. Actualmente son subcampeonas de Sudamérica (Copa Libertadores Femenina 2016) tanto en fútbol sala como en fútbol campo.
"Las Académicas", como es conocido el club a nivel nacional e internacional, es uno de los equipos referentes del fútbol femenino nacional,  no solo por ser uno de los equipos más estables dentro de la Liga, sino que además es una de las mayores fuentes de talento a la selección nacional en sus diferentes categorías. Una de las mayores representantes del equipo es Ysaura Viso, una de las jugadoras más reconocidas dentro y fuera de nuestras fronteras a nivel futbolístico.

## Participación en torneos nacionales 2009-2016
Desde el año 2009, Estudiantes de Guárico estuvo presente en las finales de la Liga Nacional de Fútbol Femenino de Venezuela; sin embargo, es para la temporada 2012, cuando el formato de la Liga es cambiado (comienzan a jugarse los Torneos Apertura y Clausura), que las guariqueñas comienzan a ver el fruto de su esfuerzo verdaderamente recompensado dejando a un lado el subcampeonato obtenido frente a su máximo rival, el Caracas F. C., durante los últimos años, y dibujando la primera estrella en su escudo durante la temporada 2012-2013 al coronarse campeonas absolutas de la Liga al y ganarse por primera vez la posibilidad de representar al país en la V Edición de la Copa Libertadores de América.
Para el 2014, luego de coronarse campeonas del Torneo Clausura, pierden la final absoluta en contra del Caracas F. C., sin embargo el equipo capitalino se lleva 6 jugadoras de la escuadra llanera (Ysaura Viso, Cinthia Zarabia, Lisbeth Castro, Yaribeth Ulacio, Paola Villamizar y Anaurys Gómez), además de su director técnico (Omar Ramírez), para reforzar al equipo durante la Copa Libertadores, año en el cual un equipo nacional logra por primera vez el subcampeonato de este torneo (posición más alta alcanzada para un equipo nacional, masculino o femenino hasta el momento).
En el 2015, las Académicas serían campeonas del Torneo Apertura (contra el Deportivo Anzoátegui) y el Torneo Clausura (contra el Caracas F. C.), coronándose Campeonas Absolutas de la Liga Nacional, y logrando sumar su segunda estrella; sin embargo, la suerte no estuvo de su lado durante su segunda participación en Copa Libertadores.
En fútbol sala nacional, las Académicas también han demostrado su poderío, siendo finalistas en las tres ligas que se han disputado, coronándose campeonas por primera vez en el 2016. Este año, Estudiantes de Guárico F. C. hizo historia en el fútbol nacional, convirtiéndose en el primer club del país que disputó dos Copas Libertadores en un mismo año (fútbol sala y fútbol campo), ganando el subcampeonato en ambos torneos.

## Superliga Profesional Femenina 2017
En el año 2017, con un equipo reestructurado en sus bases, debido a la internacionalización de algunas de sus jugadoras más destacadas (Viso, Ulacio, Castro y Zarabia), el equipo enfrenta la primera edición de la Superliga Profesional Femenina, logrando titularse en el Torneo Apertura ante Flor de Patria FC.
Posteriormente, para el Torneo Clausura, Lisbeth Castro y Cinthia Zarabia se unen nuevamente al equipo durante la participación en la Copa Libertadores, además de Natasha Rosas, quien se convirtió en el tercer refuerzo de Ramírez para la justa sudamericana.
Las celestes, con nueva dirección técnica (Ramírez se retira luego de la Libertadores), logran el Campeonato Absoluto y la primera estrella de la era profesional del fútbol femenino venezolano, al vencer en la final del Torneo Clausura nuevamente al conjunto trujillano con un global de 5-0.
Para este torneo, Paola Villamizar se corona como máxima artillera de la temporada con 42 tantos, 21 en el Apertura y 21 en el Clausura, además de ser líder en asistencias en ambos torneos, por lo cual logra convertirse en la jugadora más valiosa de esta primera edición.

## Uniforme
- Uniforme titular: camiseta , pantalón , medias .
- Uniforme alternativo: camiseta , pantalón , .

### Evolución del uniforme
| 2016-presente Titular | 2016-presente Alternativo | 2017-presente Portero |